# موکسویل (کارولینای شمالی)
موکسویل (به انگلیسی: Mocksville) شهری در ایالت کارولینای شمالی کشور ایالات متحده آمریکا است که جمعیت آن در سرشماری سال ۲۰۱۰ میلادی، ۵٬۰۵۱ نفر بوده‌است.